# Прострел (биљка)
Прострел (сириштара, сириштарка, мала линцура, мали срчаник, отодовка, владисавка; лат. Gentiana cruciata) је биљка из рода линцура (Gentiana). Користи се у народној медицини, попут других врста у оквиру рода, али се разликује по томе што се користи цела биљка (а не само ризом).
Латински име род је добио по илирском владару Генцију који је за лечење куге препоручивао жуту линцуру (Gentiana lutea), док је врста добила име по карактеристичном положају листова који, гледани одозго, имају облик крста (лат. cruciatus — „крстаст”, „укрштен”). Домаће име добио је вероватно зато што се користио као лек за стоку оболелу од прострела, како се још у народу назива антракс.

## Распрострањеност
Прострел је врста карактеристична за умерени евроазијски појас, од средње и јужне Европе, до Мале Азије, западног Сибира и Туркменистана. У јужној Европи, па тако и у Србији, јавља се углавном у планинским пределима.

## Опис биљке
Ризом је кратак, ваљкаст, дебео и жбунасто рачваст. Стабло је високо 10-40 цм (ређе и до 60 цм), усправно, израста из приземне лисне розете, без длачица. Листови у доњем делу стабла су јајасто ланцетасти до елиптични, док су у горњем делу нешто ужи, ланцетасти до јајасти, са шиљатим пиком. На стаблу су унакрсно распоређени и густо га покривају. При основи срастају у кратак рукавац. Не налазе се на дршкама. Цветови су најчешће четворочлани, мада се ређе срећу и петочлани, плаве боје, споља зеленкасти. Дужине су од 2 до 2,5 цм.Сакупљени су пршљенасто у пазуху листова или на врху стабла, у облику ћубе. Понекад могу бити и појединачни, мада се ова појава ретко среће. Чашица и круница су звонасте, круница три пута дужа од чашице. Прашничке кесице су слободне и на кратким прашничким концима. Број прашника је 4. Цвета од јула до септембра. Плод је чахура, а семе је алипсоидног облика и црне боје.
- Карактеристични, укрштени положај листова
- Листови и пупољци
- Цвет
- Карактеристичан положај цветова у пазусима листова и на врху стабљике
- Gentiana cruciata, cvet
- Gentiana cruciata, cvet
- Gentiana cruciata, cvet
- Gentiana cruciata, cvet
- Gentiana cruciata, cvet
- Gentiana cruciata, cvet

## Станиште и услови средине
Расте на сувим пашњацима и ливадама, шикарама и по ободу шума планинског и субалпског појаса. Насељава сунчане падине. Чешћа је на кречњачкој подлози. Простире се до 1700 м надморске висине.

## Ареал распрострањености
Расте на подручју Централне и Јужне Европе, као и Западне Азије.

## Употреба
Прострел има примену у народној медицини. Прикупља као лековита биљка са сличним дејством као жута линцура, мада се ређе од ње користи. Прикупља се цела биљка (Gentianae cruciatae herba) или само корен (ризом) (Gentianae cruciatae radix). Бере се током лета и почетком јесени, када је биљка у фази цветања. Читава биљка је веома горка и представља изврсно средство за потстицање апетита. Прострел се у народној медицини користио и као лек за стоку оболелу од прострела (антракса)
Код нас се прострел нарочито много прикупља у околини Пирота и на Власини, где га користи као замену за жуту линцуру. Брање ове лековите биљке је регулисано законом. Врста је комерцијална и на њу се односе одредбе Уредбе о стављању под контролу коришћења и промета дивље флоре и фауне.

## Занимљивости
Прострел је, као угрожена врста, нашао место и на једној летонској поштанској марки из 2004. године.